# میاما، فوکوئوکا
میاما در استان فوکوئوکا در کشور ژاپن واقع شده‌است  که دارای جمعیت ۴۲٬۲۱۹ نفر و مساحت ۱۰۵٫۱۲ کیلومتر مربع با تراکم جمعیت ۴۰۲  نفر در کیلومترمربع است و در تاریخ ۲۹ ژانویه ۲۰۰۷ به عنوان شهر شناخته شد.